# Lista över vulkaner i Honduras
Detta är en lista över aktiva och utdöda vulkaner i Honduras.
| Namn               | Höjd  | Höjd | Plats                                     | Senaste utbrott |
| Namn               | meter | fot  | Koordinater                               | Senaste utbrott |
| Isla el Tigre      | 783   | 2569 | 13°13′37″N 87°38′28″V / 13.227°N 87.641°V | Holocen         |
| Isla Zacate Grande | 640   | 2100 | 13°20′N 87°50′V / 13.33°N 87.83°V         | Holocen         |
| Lake Yojoa         | 1090  | 3576 | 14°59′N 87°59′V / 14.98°N 87.98°V         | Holocen         |
| Útila              | 74    | 243  | 16°06′N 86°54′V / 16.10°N 86.90°V         | Holocen         |